# Pièce de 5 francs Mendès France
Pour les articles homonymes, voir 5 francs.
La Cinq francs Mendès France est une pièce de monnaie commémorative de cinq francs français émise en 1992 à l'occasion des dix ans de la mort de Pierre Mendès France.
Dessiné par le graveur général des monnaies Émile Rousseau, l'avers est réparti en deux demi-lunes inégales. Celle de gauche, occupant les ¾ de la surface, est en dépression avec la gravure en relief représentant le portrait de l'homme d'État ; celle de droite, occupant le quart restant, a un champ relevé et la gravure en creux avec l'inscription « Pierre Mendès France » sur deux lignes. Suivant la même répartition en demi-lunes que l'avers, le revers porte à gauche et en relief un motif de larges traits enchevêtrés symbolisant deux ouvrages de Mendès France, Gouverner, c'est choisir et Choisir ainsi que la valeur faciale, et à droite en creux sur trois lignes « RÉPUBLIQUE FRANÇAISE » et le millésime. Dérivée du type Semeuse, cette monnaie utilise les mêmes flans avec une âme en cupronickel (cuivre 750, nickel 250) et un plaquage en nickel pur et présente les mêmes caractéristiques physiques avec un diamètre de 29 mm et une épaisseur de 2 mm pour une masse de 10 grammes avec une tolérance de +/- 30 millièmes.

## Frappes

### Frappes communes en alliagecuivre-nickel
| millésime | numéro catalogue | tirage     | remarques |
| --------- | ---------------- | ---------- | --------- |
| 1992      | F.343/1          | 1 850      | essai     |
| 1992      | F.343/2          | 10 000 363 |           |

### Frappes en métaux précieux pour collectionneurs
En plus des pièces courantes mises en circulation au prix de leur valeur faciale, deux autres types de pièces ont été frappées dans des métaux précieux, destinés aux collectionneurs et vendues à un prix plus élevé.
Identiques dans leurs dessins et épaisseur à la pièce courante, elles diffèrent de celle-ci par un diamètre légèrement plus petit, 28,85 mm, une tranche lisse, leur masse en raison de leur composition différente ainsi qu'au niveau des tolérances autorisées, plus restrictives.
| Désignation de la frappe            | Composition                      | Composition              | Masse              | Masse                    | Tirage prévu |
| Désignation de la frappe            | Titre                            | Tolérance (en millièmes) | Masse (en grammes) | Tolérance (en millièmes) | Tirage prévu |
| ----------------------------------- | -------------------------------- | ------------------------ | ------------------ | ------------------------ | ------------ |
| pièces en argent de qualité Épreuve | argent : 900 cuivre : 100        | +/- 5                    | 12                 | +/- 6                    | 10 000       |
| pièces en or de qualité Épreuve     | or : 920 argent : 40 cuivre : 40 | +/- 3                    | 14                 | +/- 3                    | 1 000        |

Toutes frappes confondues, il devait être fabriqué au total 10 000 000 de pièces du type Mendès France selon le Journal Officiel.

## Sources
- Arrêté du 9 octobre 1992 relatif à la frappe et à la mise en circulation d'une pièce commémorative de 5 F, JORF no 291 du 15 décembre 1992, p. 17147-17148, sur Légifrance
- René Houyez, Valeur des Monnaies de France, éditions Garcen
- Compagnie Générale de Bourse